# In aller Freundschaft - Die Krankenschwestern
In aller Freundschaft - Die Krankenschwestern è una serie televisiva tedesca di genere medico prodotta da Saxonia Media Filmproduktion come spin-off della serie In aller Freundschaft e trasmessa dal 2018 al 2021 sull'emittente ARD 1 (Das Erste). Interpreti principali sono Llewellyn Reichmann, Leslie-Vanessa Hill, Arzu Bazman, Friederike Linke, Adrian Goessel, Jaëla Carlina Probst e Daniel Rodić.
La serie si compone di due stagioni, per un totale di 16 episodi (8 per stagione).: il primo episodio, intitolato In kalte Wasser, venne trasmesso in prima visione il 1º novembre 2018., mentre l'ultimo, intitolato Entscheidungen, venne trasmesso in prima visione il 15 aprile 2021.

## Trama
Le vicende hanno per protagonisti cinque tirocinanti come infermieri presso la clinica Volkmann di Halle, Jasmin Hatem, Louisa Neukamm e Fiete Petersen, al primo anno di formazione, e Ramona "Mo" Unruh e Kiran Petrescu, al secondo anno.

## Episodi
| Stagione         | Puntate | Prima TV Austria |
| ---------------- | ------- | ---------------- |
| Prima stagione   | 8       | 2018             |
| Seconda stagione | 8       | 2021             |

## Personaggi e interpreti
- Louisa Neukamm, interpretata da Llewellyn Reichmann (ep. 1-16).[2][3] È una tirocinante molto brillante, che ottiene sempre voti altissimi.[7]
- Jasmin Hatem, interpretata da Leslie-Vanessa Hill (ep. 1-16).[2][3] È la tirocinante più amata dai pazienti.[8]
- Fiete Petersen, interpretato da Adrian Goessel (ep. 1-13).[2][3]
- Ramona "Mo" Unhruh, interpretata da Jaëla Carlina Probst (ep. 1-7).[2]
- Kirian Petrescu, interpretato da Daniel Rodić.
- Alexandra Lundqvist, interpretata da Friederike Linke (ep. 1-16).[2][3] Capoinfermiera[3]
- Arzu Ritter, interpretata da Arzu Bazman (ep. 1-16).[2][3] Capoinfermiera[3] e molto amica di Alexandra, è sposata e ha tre figli e fa da pendolare tra Lipsia e Halle.[9]
- Darius Korschin, interpretato da Moritz Otto.
- Erick Kolbeck, interpretato da Eric Bouwer (ep. 9-16).[2]
- Maxime Bloch, interpretata da Leonie Bloch.[2]
- Dott. Elias Bähr, interpretato da Stefan Ruppe.[2][10]

## Ascolti
L'episodio che ha totalizzato il maggior numero di ascolti è stato il primo, seguito da 2,52 milioni di telespettatori.